# Neeses
Neeses és una població dels Estats Units a l'estat de Carolina del Sud. Segons el cens del 2000 tenia 413 habitants.

## Demografia
Segons el cens del 2000, Neeses tenia 413 habitants, 175 habitatges i 110 famílies. La densitat de població era de 94,9 habitants/km².
Dels 175 habitatges en un 30,9% hi vivien nens de menys de 18 anys, en un 41,7% hi vivien parelles casades, en un 16% dones solteres, i en un 36,6% no eren unitats familiars. En el 32,6% dels habitatges hi vivien persones soles el 19,4% de les quals corresponia a persones de 65 anys o més que vivien soles. El nombre mitjà de persones vivint en cada habitatge era de 2,36 i el nombre mitjà de persones que vivien en cada família era de 2,99.
Per edats la població es repartia de la següent manera: un 26,6% tenia menys de 18 anys, un 7,5% entre 18 i 24, un 28,3% entre 25 i 44, un 21,5% de 45 a 60 i un 16% 65 anys o més.
L'edat mediana era de 36 anys. Per cada 100 dones de 18 o més anys hi havia 79,3 homes.
La renda mediana per habitatge era de 20.521 $ i la renda mediana per família de 24.125 $. Els homes tenien una renda mediana de 23.500 $ mentre que les dones 15.972 $. La renda per capita de la població era d'11.377 $. Entorn del 28,5% de les famílies i el 29,4% de la població estaven per davall del llindar de pobresa.

## Poblacions més properes
El següent diagrama mostra les poblacions més properes.